# 东北舌唇兰
东北舌唇兰（学名：Platanthera cornu-bovis）为兰科舌唇兰属下的一个种。